# Pet Sematary
Singles de Ramones
I Wanna Live
(1987) I Believe in Miracles
(1989)
Pet Sematary est une chanson interprétée par le groupe punk rock américain Ramones, écrite et composée par Dee Dee Ramone et Daniel Rey (en) pour le film Simetierre (Pet Sematary), adaptation au cinéma du roman éponyme de Stephen King, par Mary Lambert.
Elle sort en single en 1989, précédant l'album Brain Drain publié au mois de mars dont elle est extraite.  
Aux États-Unis, même si elle n'entre pas dans le classement officiel des ventes de singles, le Billboard Hot 100, elle obtient un franc succès sur les stations de radio de rock alternatif qui la diffusent largement, arrivant à la 4e place du classement Alternative Songs établi par Billboard. 
Pet Sematary arrive en 9e position d'un sondage réalisé par le magazine Rolling Stone auprès de ses lecteurs en 2013 pour désigner les dix meilleures chansons des Ramones.
A l'occasion de la sortie de la nouvelle adaptation au cinéma le 10 avril 2019, le groupe Starcrawler a repris le titre pour le film.

## Histoire de la chanson
Stephen King n'a jamais caché être un fan des Ramones. Le batteur Marky Ramone raconte dans son autobiographie parue en 2014, Punk Rock Blitzkrieg, ma vie chez les Ramones, que Stephen King avait invité le groupe à dîner à son domicile à Bangor dans l'État du Maine, et pendant une pause dans une discussion sur le baseball entre Johnny Ramone et l'écrivain, ce dernier a tendu un exemplaire du roman Simetierre à Dee Dee Ramone qui a trouvé l'inspiration pour écrire la chanson en moins d'une heure dans le sous-sol.
Mais dans une interview pour Rolling Stone en 2014, Stephen King dit qu'en réalité les Ramones ne sont jamais venus chez lui mais qu'il les a invités dans un restaurant de Bangor où il ne se rappelle pas avoir parlé de Simetierre ou d'une chanson en particulier.

## Clip
Le clip vidéo, réalisé par Bill Fishman (en), a été tourné au cimetière de Sleepy Hollow dans l'État de New York,. C'est le dernier clip des Ramones dans lequel apparaît Dee Dee, il quitte le  groupe dans le courant de l'année 1989.